# Billom
Billom ist eine französische Stadt in der Region Auvergne-Rhône-Alpes im Département Puy-de-Dôme im Arrondissement Clermont-Ferrand und der Hauptort des Kantons Billom.
Die Stadt liegt 25 Kilometer von Clermont-Ferrand auf 345 bis 563 Meter Meereshöhe. Die Einwohnerzahl beträgt 4826 (Stand 1. Januar 2022), die Gemeindefläche 17 Quadratkilometer. Der Ort wird vom Angaud durchflossen, einem Nebenfluss des Jauron, der oberhalb des Zusammenflusses als Madet bezeichnet wird.

## Geschichte
Billom, das Billiomagus der Gallier, ist als die alte Hauptstadt der Limagne eine der ältesten Städte der Auvergne, in der die Merowinger einen Palast und eine Münze besaßen. Seit dem Mittelalter gab es hier eine bekannte Universität, die 1556 unter dem Bischof von Clermont von dem Jesuiten Edmond Auger in ein nicht weniger berühmtes Jesuitencolleg umgewandelt wurde; hier studierte z. B. der Indianer-Missionar und Jesuit Claude Allouez (* 1622; † 1689). Die Wirtschaftskraft Billoms war bis in die jüngste Zeit hinein von der Erzeugung von Stoffen, Garnen, Spitzen und Fayencewaren geprägt. Billom hat eine École (Schule) de Musique Intercommunale. Bekannt ist auch der Knoblauch-Anbau um Billom.

## Sehenswürdigkeiten
Siehe auch: Liste der Monuments historiques in Billom
- Mittelalterlicher Charakter der Altstadt („ville close“ mit ihren Fachwerkbauten)
- Katholische Pfarrkirche Saint-Cerneuf, ehemalige Stiftskirche, mit Wandmalereien und reicher Ausstattung
- Kirche Saint-Loup (14./15. Jahrhundert)
- Reste der Stadtbefestigung des 12. Jahrhunderts
- Sechseckiger Glockenturm und Rathaus aus dem 16. Jahrhundert
- Pont du Marché, auch Pont Notre-Dame genannt (15. Jahrhundert)

|  |  |

## Persönlichkeiten
- Hugues Aycelin OP (um 1230–1297), hier geborener Theologe und Kardinal
- Benoît-Joseph Flaget PSS (1763–1850), hier geborener römisch-katholischer Bischof von Bardstown bzw. Louisville
- Georges Bataille (1897–1962), hier geborener Schriftsteller